# ميرفين لي
ميرفين لي (بالإنجليزية: Mervyn Lee)‏ هو موظف مدني وتاجر وسياسي أسترالي، ولد في 18 أغسطس 1920 في أستراليا، وتوفي في 13 ديسمبر 2009. حزبياً، نشط في الحزب الليبرالي الأسترالي. وقد انتخب عضو مجلس النواب الأسترالي عن دائرة Division of Lalor ‏ (26 نوفمبر 1966 – 25 أكتوبر 1969).